# Montalbo (San Marino)
Montalbo es una curazia situada en el castello (municipio) de San Marino (San Marino).